# Trun (Orne)
Trun is een gemeente in het Franse departement Orne (regio Normandië). De plaats maakt deel uit van het arrondissement Argentan. Trun telde op 1 januari 2022 1.183 inwoners.

## Geografie
De oppervlakte van Trun bedroeg op 1 januari 2022 9,12 vierkante kilometer; de bevolkingsdichtheid was toen 129,7 inwoners per km².

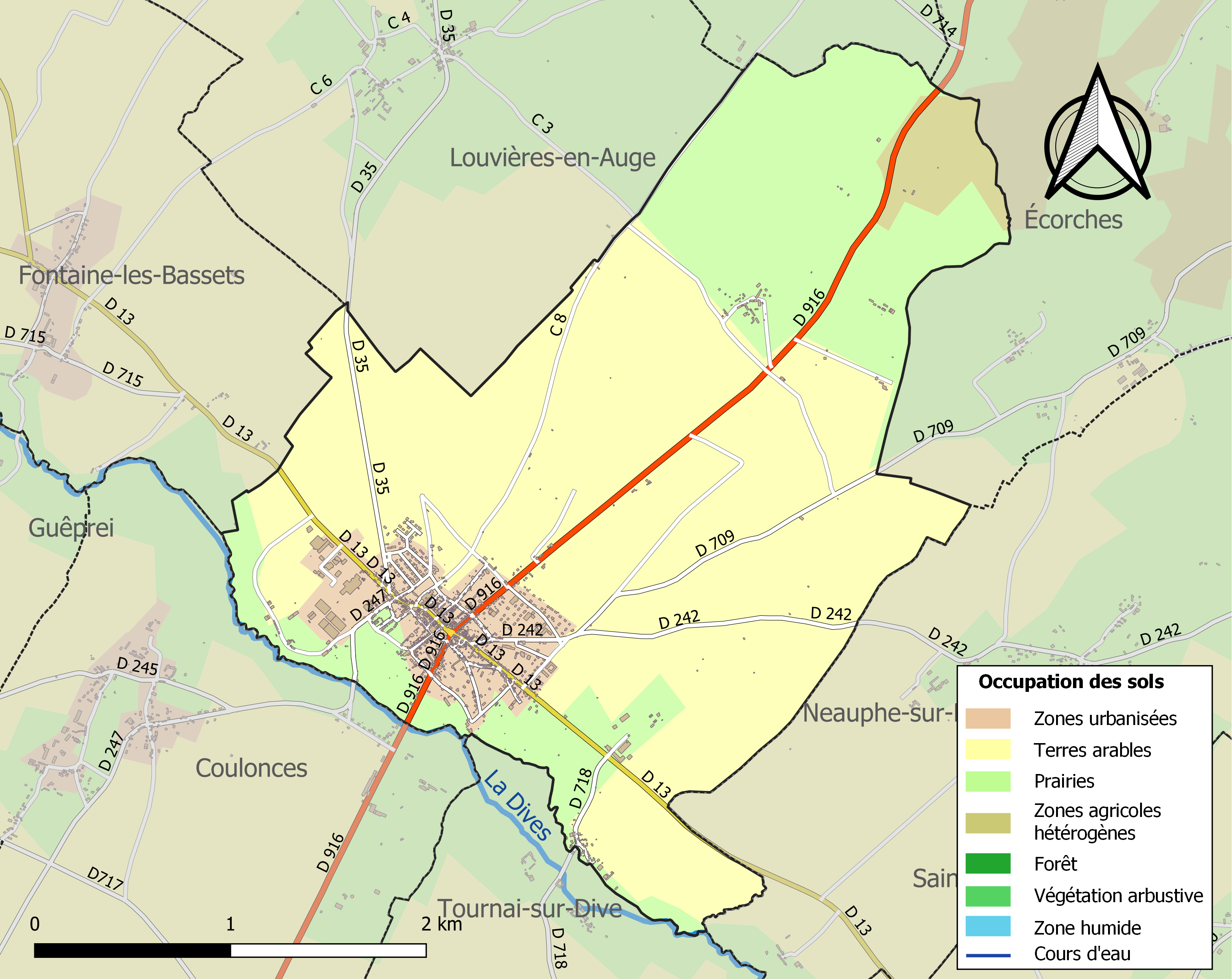
Kaart van de gemeente met belangrijkste infrastructuur, bodemgebruik en omliggende gemeenten

## Demografie
Onderstaande figuur toont het verloop van het inwonertal (bron: INSEE-tellingen).